# 骑士广场

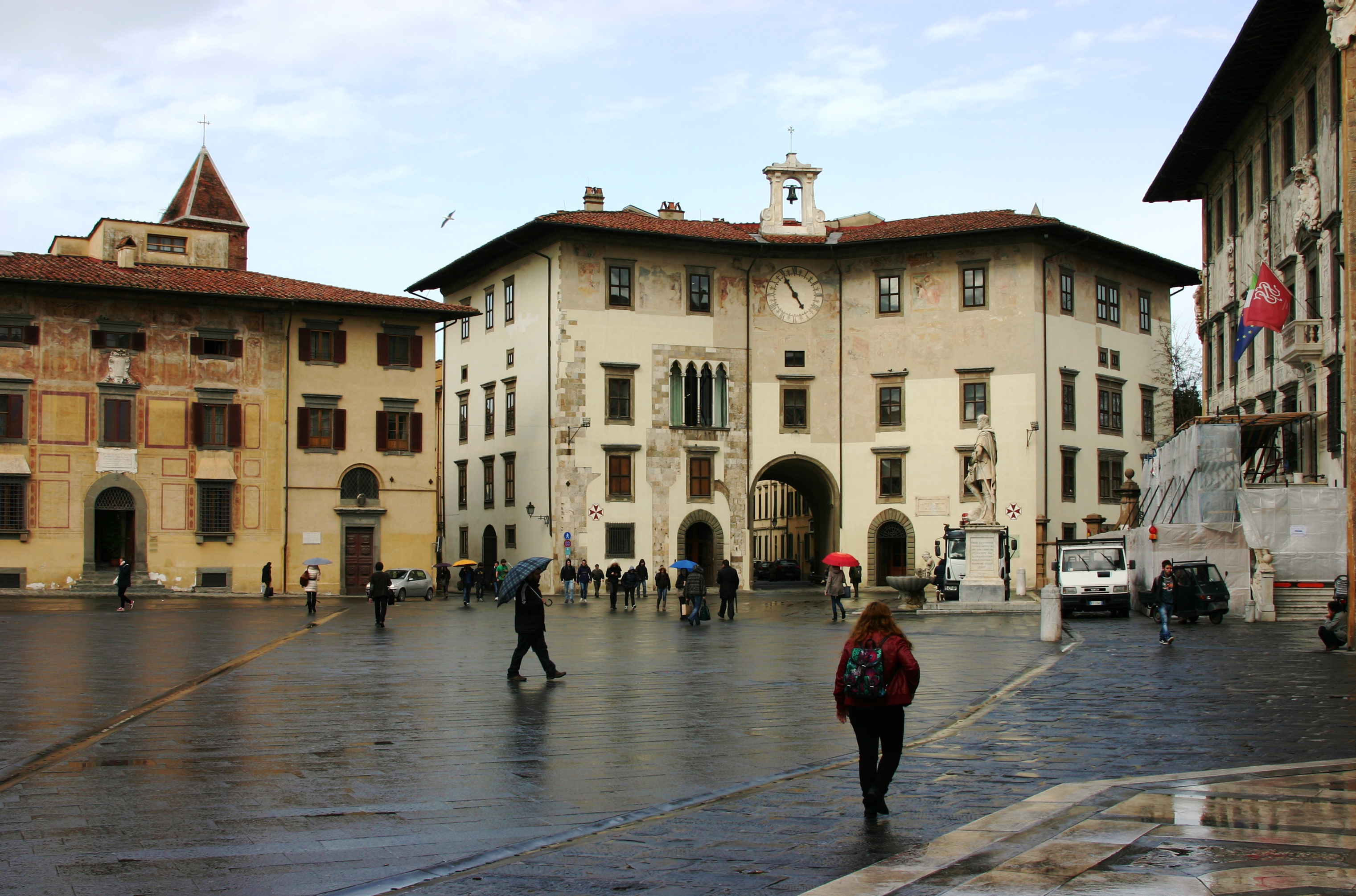
骑士广场

骑士广场（義大利語：Piazza dei Cavalieri）是意大利比萨的第二大广场。
此处原为古罗马市集所在地。在中世纪，此处曾是比萨的政治中心，名为“七街广场”（Piazza delle sette vie）。16世纪中叶以后，广场成为圣斯德望骑士团总部所在地。现在是一个教育中心，比萨高等师范学校（Scuola Normale Superiore di Pisa）位于此处。
环绕广场的建筑包括圣斯德望骑士团教堂、骑士宫、科西莫一世雕塑、时钟宫、圣洛克教堂、普田学院宫（Palazzo del Collegio Puteano）、十二理事会宫（Palazzo del Consiglio dei Dodici）、教区长楼。

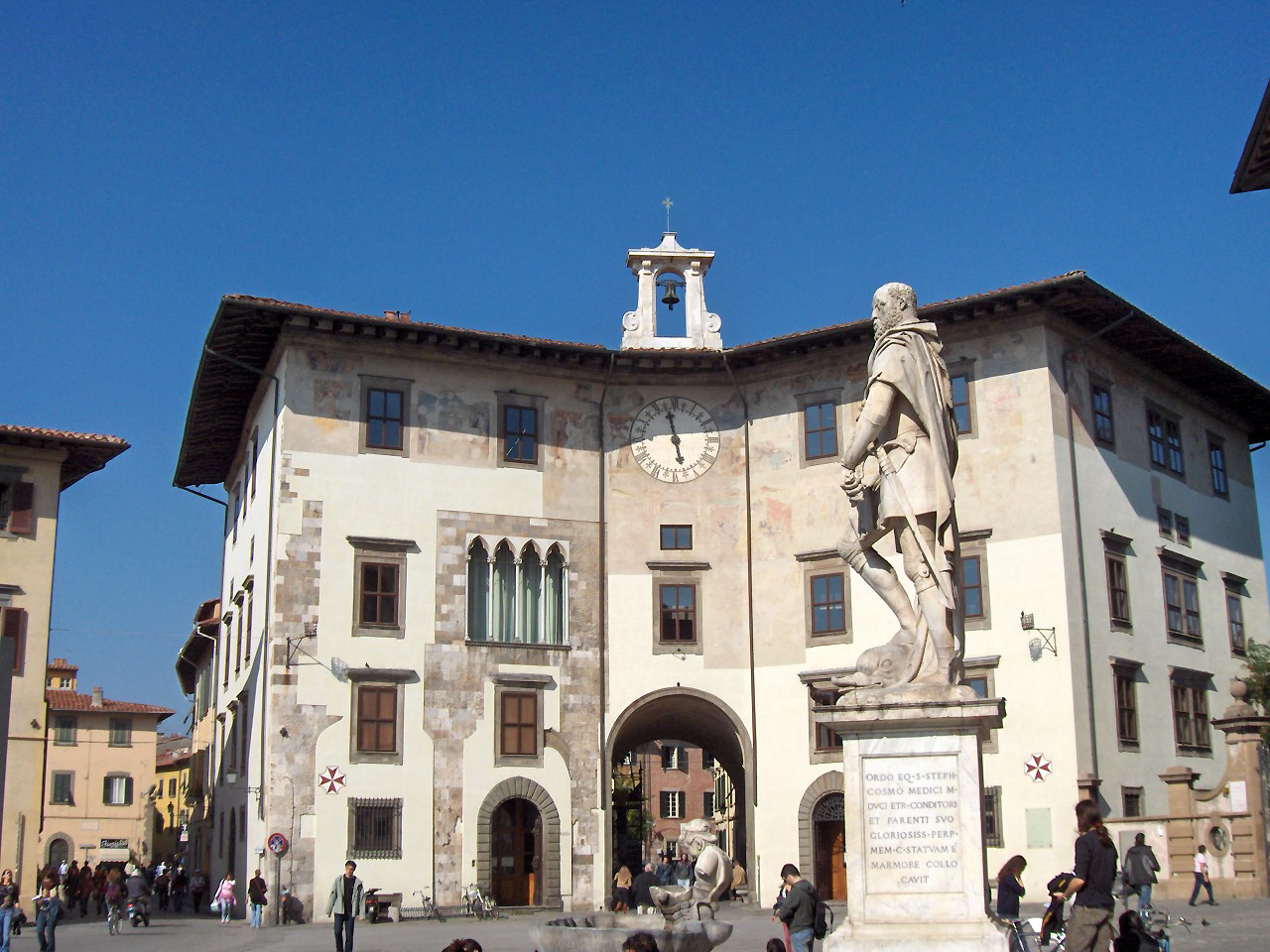
时钟宫和科西莫一世雕像
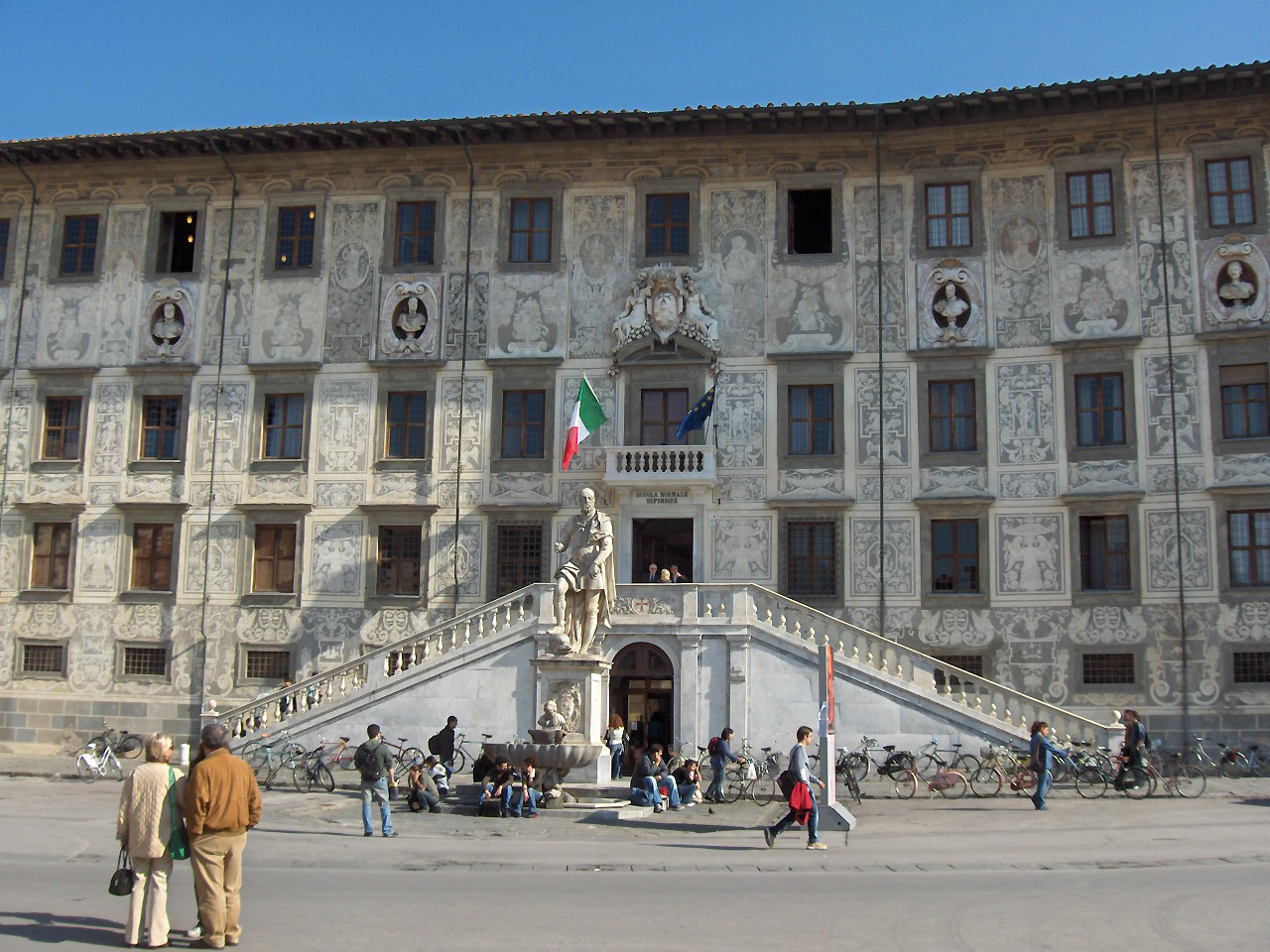
骑士宫
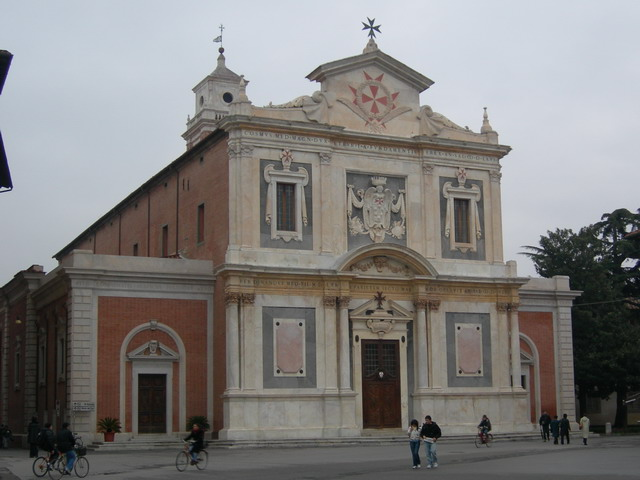
圣斯德望骑士团教堂
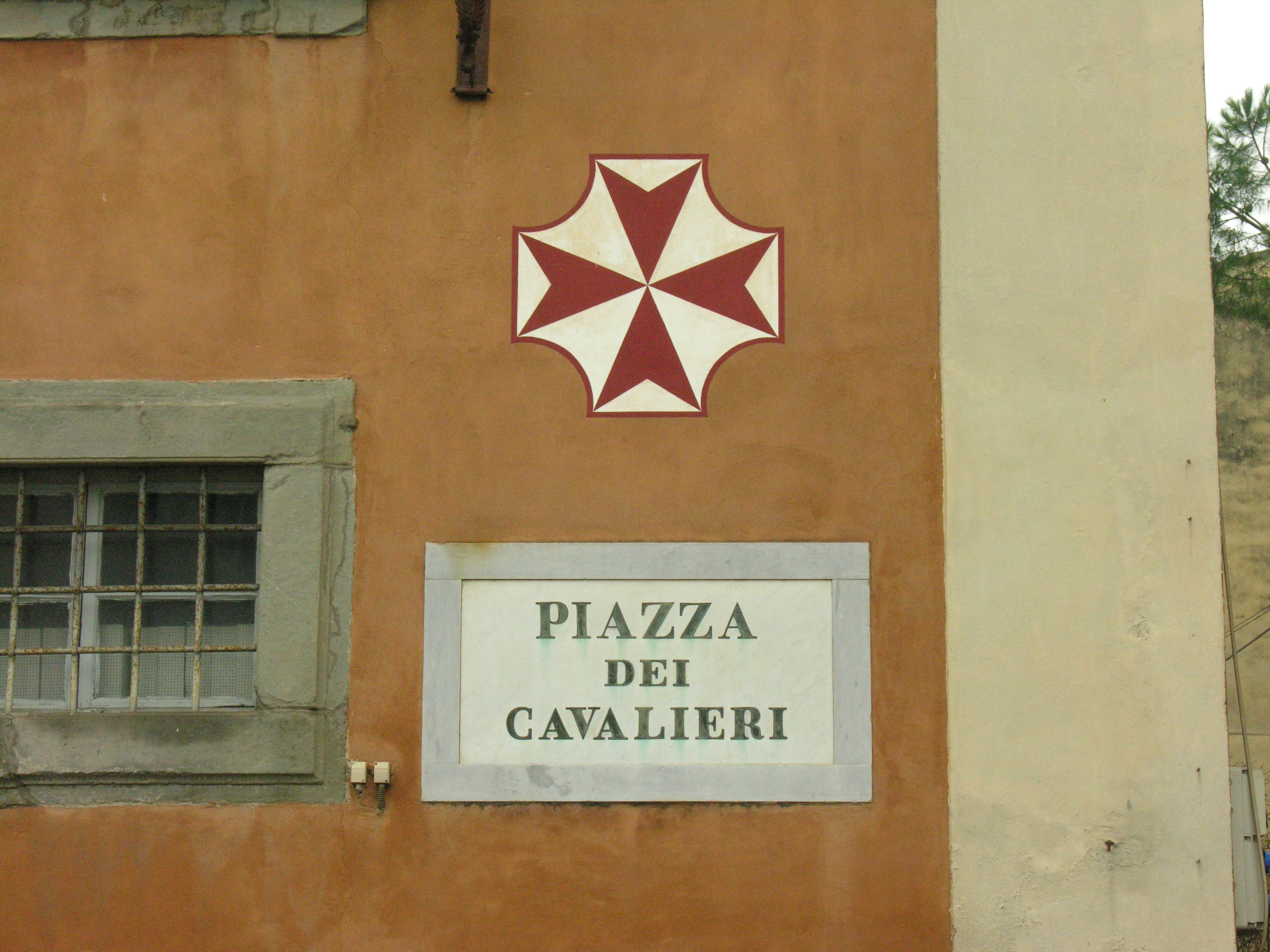
路牌
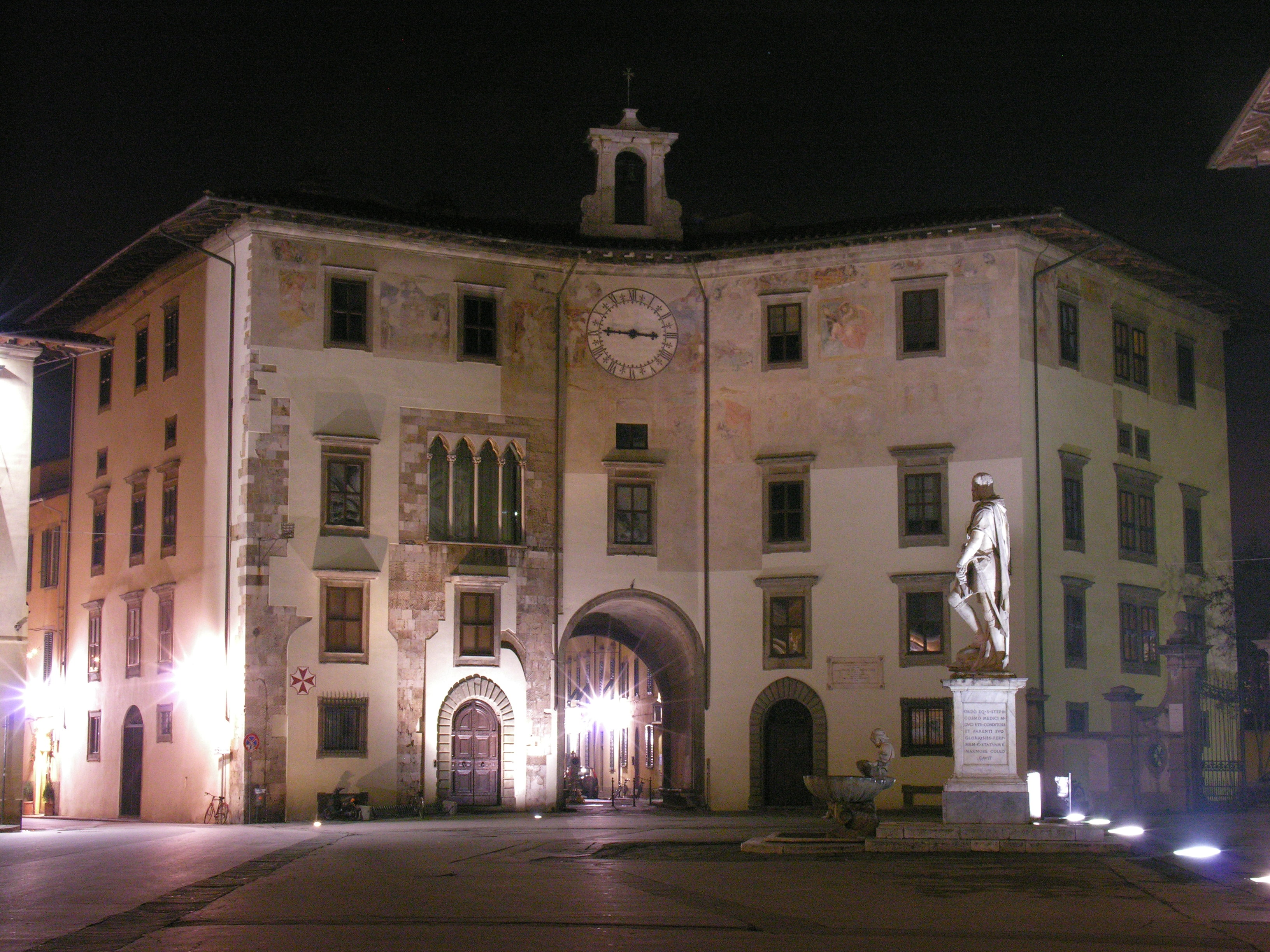
时钟宫

43°43′10″N 10°23′59″E / 43.71944°N 10.39972°E